# ZAZ Wołyń
ZAZ Volin – samochód terenowy produkowany przez radziecki koncern AwtoZAZ.